# Fulminati

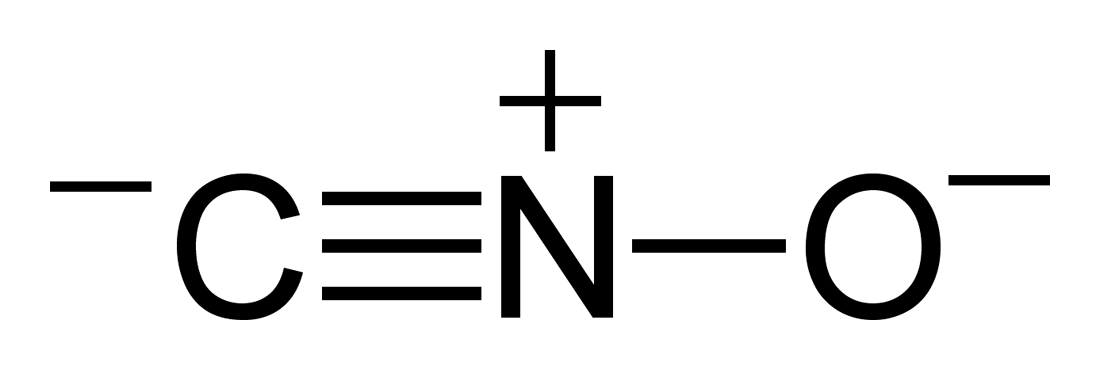
Formula di struttura dello ione fulminato.

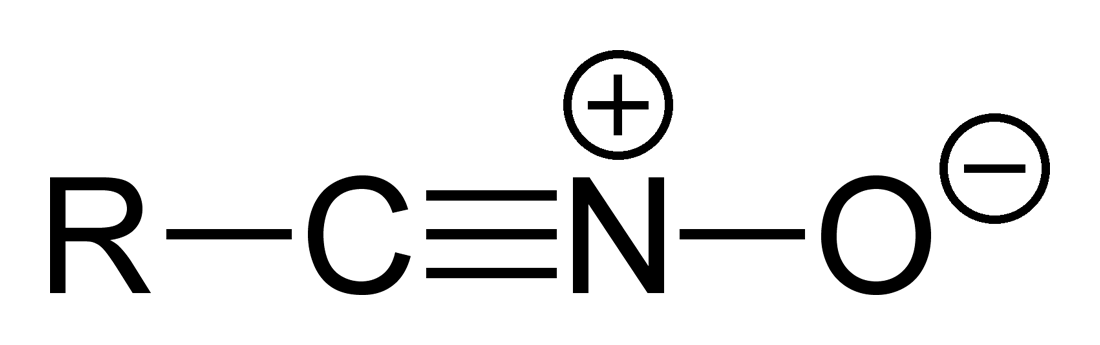
Formula generale di un ossido di nitrile.

I fulminati sono composti inorganici contenente l'anione pseudoalogeno fulminato avente formula CNO−. Esso esiste in risonanza con l'anione isofulminato ed è un isomero del cianato e dell'isocianato.
Il rispettivo gruppo funzionale nei composti organici è detto ossido di nitrile.
I fulminati sono sali inorganici instabili derivati dall'acido fulminico, utilizzati principalmente come detonatori nelle cartucce dei proiettili, essendo particolarmente sensibili a sollecitazioni meccaniche.
Vengono sintetizzati per reazione tra metalli sciolti in una miscela di acido nitrico ed etanolo.